# Genea (hongo)
Genea es un género de hongos tipo trufa de la familia  Pyronemataceae. Existen unas 32 especies en este género que es nativo de América del Norte y Europa. El género fue circunscrito por el micólogo italiano Carlo Vittadini en 1831.

## Especies selectas
- Genea anthracina
- Genea balsleyi
- Genea cazaresii
- Genea eucalyptorum
- Genea hispidula
- Genea klotzschii
- Genea kraspedostoma
- Genea papillosa
- Genea sphaerica
- Genea subbaetica
- Genea verrucosa